# Studentśka
Studentśka (ukr. Студентська) – przystanek kolejowy w miejscowości Karolino-Buhaz, w rejonie białogrodzkim, w obwodzie odeskim, na Ukrainie.